# قرار مجلس الأمن التابع للأمم المتحدة رقم 1029
قرار مجلس الأمن التابع للأمم المتحدة رقم 1029، المتخذ بالإجماع في 12 كانون الأول / ديسمبر 1995، بعد التذكير بالقرارات السابقة بشأن رواندا، بما في ذلك القرار 872 (1993)، القرار 912 (1994)، القرار 918 (1994)، القرار 925 (1994)، القرار 955 (1994) القرار 965 (1994)، القرار 978 (1995) والقرار 997 (1995)، مدد المجلس ولاية بعثة الأمم المتحدة لمساعدة رواندا للمرة الأخيرة، تنتهي في 8 آذار / مارس 1996، وعدّل ولايتها.
ولوحظ أنه لا تزال هناك عناصر من النظام القديم تقوم بالاستعدادات العسكرية وعمليات التوغل في رواندا. كان على رواندا أن توفر مناخا من الثقة والاطمئنان من أجل العودة الآمنة للاجئين. وأُثني على حكومة رواندا لما تبذله من جهود لتعزيز السلام والأمن والتعمير والتأهيل في البلد.
بعد تمديد ولاية بعثة الأمم المتحدة لتقديم المساعدة إلى رواندا للمرة الأخيرة حتى 8 آذار / مارس 1996، استدعت الظروف الحالية تعديل ولايتها على النحو التالي:
(أ) المساعدة على المساهمة في العودة الآمنة للاجئين؛
(ب) مساعدة الحكومة الرواندية في تعزيز مناخ من الثقة والاطمئنان لعودة اللاجئين؛
(ج) مساعدة مفوض الأمم المتحدة السامي لشؤون اللاجئين وتقديم الدعم اللوجستي؛
(د) الإسهام في أمن المحكمة الجنائية الدولية لرواندا.
ثم طُلب من الأمين العام بطرس بطرس غالي:
(أ) خفض مستوى قوة بعثة الأمم المتحدة لتقديم المساعدة إلى رواندا إلى 1200 جندي؛
(ب) خفض عدد المراقبين العسكريين والمقر وموظفي الدعم الآخرين إلى 200؛
(ج) الشروع في التخطيط للانسحاب الكامل لبعثة الأمم المتحدة لتقديم المساعدة إلى رواندا؛
(د) سحب عنصر الشرطة المدنية في بعثة الأمم المتحدة لتقديم المساعدة إلى رواندا؛
(هـ) دراسة جدوى نقل معدات البعثة غير الفتاكة لاستخدامها في رواندا.
وقوبلت المساعدة الإنسانية لرواندا بالترحيب والحث، وطُلب من الأمين العام أن يقدم تقريراً إلى المجلس بحلول 1 شباط / فبراير 1996 بشأن انسحاب بعثة الأمم المتحدة لتقديم المساعدة إلى رواندا. وقد تم تبني القرار وسط نداءات من رواندا لمغادرة البعثة، وأنها لم تفعل شيئًا «لمنع المذابح وأنهم (بعثة الأمم المتحدة لتقديم المساعدة إلى رواندا) لم يساعدوا حتى الأشخاص المعرضين للخطر».

## روابط خارجية
- نص القرار في undocs.org